# 2025年加拿大自由黨黨魁選舉
2025年加拿大自由黨黨魁選舉（英語：2025 Liberal Party of Canada leadership election）於2025年2月26日至3月9日舉行，並選出新一任自由黨黨魁，以領導該黨在同年聯邦大選中競選。由於自由黨為執政黨，因此新黨魁將會直接繼任加拿大總理。今次選舉緣於時任總理兼自由黨黨魁賈斯汀·杜魯多於同年1月6日宣布辭職所觸發。
馬克·卡尼在首輪投票中以超過85%的得票率和分數獲勝，並贏得了全部343個選區。這一勝利幅度甚至將超過即將卸任的總理杜魯多在2013年加拿大自由黨黨魁選舉創下的紀錄。作為候任總理，卡尼是加拿大歷史上第一位沒有擔任下議院議員的總理，預計將任命第30屆加拿大內閣，並帶領已執政近10年的自由黨參選2025年聯邦選舉。

## 背景
- 2021年9月20日－2021年加拿大聯邦大選；自由黨在2015年和2019年後連續第三次贏得大選，維持自2019年起的少數政府。
- 2022年3月22日－自由黨與新民主黨達成信任供給協議，新民主黨同意支持自由黨少數政府至2025年6月，以換取具體的政策承諾[10]。
- 2024年6月24日－自由黨輸掉了多倫多—聖保羅選區（英语：Toronto—St. Paul's (federal electoral district)）聯邦補選（英语：2024 Toronto—St. Paul's federal by-election）予保守黨。該席位自1993年以來由自由黨控制[11]。
- 2024年6月28日－輸掉多倫多補選後，來自新不倫瑞克省的韋恩·朗（英语：Wayne Long）成為第一位公開呼籲杜魯道辭職的自由黨議員[12]。
- 2024年9月4日－新民主黨正式退出與自由黨達成的信任供給協議[13]。
- 2024年9月16日－自由黨輸掉了位於蒙特婁的拉薩爾-埃馬爾-凡爾登選區（英语：LaSalle—Émard—Verdun）聯邦補選（英语：2024 LaSalle—Émard—Verdun federal by-election）予魁人政團[14]，該選區是前自由黨總理的議席。
- 2024年10月23日－杜魯多收到一封由24名自由黨議員簽名的信，要求他在2024年10月28日之前辭職，但後來什麼事也沒發生[15]。
- 2024年12月16日——副總理兼財政部長方慧蘭在當天晚些時候政府發布秋季經濟聲明之前辭去内閣職務[16]；同一天晚些時候，多米尼克·勒布朗接替她擔任財政部長，而副總理的職位仍然空缺[17]。住房部長肖恩·弗雷澤（英语：Sean Fraser）也於同一天早上因個人原因辭去內閣職務[18]。同一天，自由黨輸掉了大溫哥華地區的克樂佛代爾—蘭里市選區（英语：Cloverdale—Langley City）聯邦補選（英语：2024 Cloverdale—Langley City federal by-election）。
- 2024年12月20日－杜魯多進行重大內閣改組。新民主黨正式承諾提出不信任動議推翻自由黨政府，這意味著政府將被保守黨、魁人政團和新民主黨倒閣並提前大選。超過20名自由黨議員公開要求杜魯多辭職，超過50名議員簽署私人信件要求他辭職[19]。
- 2024年12月21日－安大略省自由黨黨團呼籲杜魯多辭職[20]。
- 2024年12月23日－大西洋省份自由黨黨團呼籲杜魯多辭職[21]。
- 2024年12月31日－魁北克省自由黨黨團呼籲杜魯多辭職[22]。
- 2025年1月3日－自由黨黨團主席開會並宣佈於2025年1月8日召開緊急全國自由黨黨團會議[23][24]。
- 2025年1月6日－杜魯多宣佈辭職，但留任總理和黨魁直至新黨魁繼任總理，本屆自由黨黨魁選舉正式開始。杜魯多亦已請示總督瑪麗·西蒙宣布國會休會（英语：Prorogation）至3月24日讓黨魁選舉在此期間能順利進行，以免因反對黨提出不信任動議而倒台。[25][26]據CBC獲悉，同日杜魯多試圖與新民主黨和魁人政團達成協議，以便他的政府能在議會再撐幾週，兩黨拒絶了請求。[27]
- 2025年1月8日－全國自由黨團舉行杜魯多辭職後的第一次會議。據報道，議員們表示希望加快程序，並對該黨的選民資格規則表示擔憂，並要求將投票權限制在加拿大公民和加拿大永久居民（在此之前沒有限制任何人都可以註冊），以防止外國干涉[28]。
- 2025年1月9日－自由黨主席薩奇特·梅赫拉（Sachit Mehra）宣布黨魁選舉的詳細信息，包括投票日期、入場費和會員規則[29][30][31]。
- 2025年1月23日－黨魁候選人的截止日期[29]。
- 2025年1月26日－錢德拉·阿里亞（英语：Chandra Arya）被取消資格[32]。
- 2025年1月27日－投票登記截止日期[29]。
- 2025年1月30日－海梅·巴蒂斯特（英语：Jaime Battiste）退出[33]。
- 2025年2月21日－魯比·達拉（英语：Ruby Dhalla）被取消資格[34]。
- 2025年2月24日－第一次法語辯論在蒙特婁舉行[35]。
- 2025年2月25日－第一次英語辯論在蒙特婁舉行[35]。
- 2025年2月26日－上午8點投票開始[36]。
- 2025年3月9日－投票結束並公佈結果[29]。

## 選舉簡介

### 選民資格
根據該黨章程的規定，任何自由黨黨員只要於選舉日前至少41天進行登記，即有權參與投票。只有符合下列要求的人士，可成為具有投票資格的自由黨黨員：
- 加拿大公民、加拿大永久居民或根據《印第安人法令》具有相關身份
- 年齡至少14歲
- 不是其他政黨的黨員或代表其他政黨參選下議院議員

### 選舉程序
投票方式：選民將會以排序投票制進行投票，即將所有候選人排序。
票數計算方法：每個選區會獲分配100分，而每區的分數根據收到的第一偏好選票數量按比例分配給每個候選人。如果沒有候選人在第一次計票中取得過半數的票數，則得分最低的候選人將被淘汰，他們的選票將按照下一個顯示的偏好在每個選區分配給剩下的領導人候選人；這個過程將持續進行直到有一名候選人獲得多數票。

### 選舉時間表
| 日期    | 內容                       |
| ------- | -------------------------- |
| 1月23日 | 登記為黨魁候選人的截止日期 |
| 1月27日 | 登記選民的截止日期         |
| 3月9日  | 所有自由黨黨員投選黨魁人選 |
| 3月9日  | 自由黨黨魁選舉結果正式公佈 |

## 候選人

### 官方候選人
下列自由黨國會議員已經公開宣布參加本次黨魁選舉：
| 參選人        | 公職 | 競選網站 | 參選日子      | 備註   |
| ------------- | --- | -------- | ------------- | ------ |
| 法蘭克·貝利斯 | 前皮埃爾豐—多拉德選區眾議員 （2015年–2019年）                                                                                 | 競選網站 | 2025年1月7日  | [ 40 ] |
| 馬克·卡尼     | 前加拿大银行行长 （2008年-2013年） 前英格蘭銀行行长 （2013年-2020年）                                                         | 競選網站 | 2025年1月16日 | [ 41 ] |
| 方慧蘭        | 第10任加拿大副總理 （2019年-2024年） 前加拿大財政部長 （2020年-2024年） 大學－玫瑰谷選區眾議院議員 （2015年至今）             | 競選網站 | 2025年1月17日 | [ 42 ] |
| 卡琳娜·古爾德 | 眾議院執政黨首席議員 （2023年-2025年） 前加拿大家庭、儿童和社会发展部长 （2021年-2023年） 伯灵顿选区眾議院議員 （2015年至今） | 競選網站 | 2025年1月18日 | [ 43 ] |

### 被取消資格
| 參選人        | 公職                                                | 競選網站 | 參選日子                            | 備註   |
| ------------- | --------------------------------------------------- | -------- | ----------------------------------- | ------ |
| 錢德拉·阿里亞 | 尼皮安選區議員 （2015年至今）                       | 競選網站 | 2025年1月9日 （1月26日被取消資格）  | [ 44 ] |
| 魯比·達拉     | 布蘭普頓—斯普林代爾选区眾議院議員 （2004年-2011年） | 競選網站 | 2025年1月23日 （2月21日被取消資格） | [ 45 ] |

### 退出
| 參選人        | 公職                                       | 競選網站 | 參選日子                                    | 備註          |
| ------------- | ------------------------------------------ | -------- | ------------------------------------------- | ------------- |
| 海梅·巴蒂斯特 | 雪梨—維多利亞选区眾議院議員 （2019年至今） | 競選網站 | 2025年1月23日 （1月30日退出，宣佈支持卡尼） | [ 46 ] [ 47 ] |

## 結果
這次黨魁選舉約有40萬名登記選民符合投票資格，但最終只有約15萬名黨員投票 。有報導指出，卡尼所得的票數比反對黨黨魁博勵治在2022年加拿大保守黨黨魁選舉中得票還少，而保守黨於安大略省倫敦舉行的集會人數也比同日自由黨黨大會人數更多。
|        |               |         |        |           |        |  |  |  |  |  |  |  |
| 候選人 |               |         |        |           |        |  |  |  |  |  |  |  |
| 投票數 | %             | 分數    | %      |           |        |  |  |  |  |  |  |  |
|        | 馬克·卡尼     | 131,674 | 86.84% | 29,456.91 | 85.88% |  |  |  |  |  |  |  |
|        | 方慧蘭        | 11,134  | 7.34%  | 2,728.57  | 7.96%  |  |  |  |  |  |  |  |
|        | 卡琳娜·古爾德 | 4,785   | 3.16%  | 1,100.34  | 3.21%  |  |  |  |  |  |  |  |
|        | 法蘭克·貝利斯 | 4,038   | 2.66%  | 1,014.18  | 2.96%  |  |  |  |  |  |  |  |
| 廢票   |               |         |        |           |        |  |  |  |  |  |  |  |
| 總計   | 總計          | 151,899 | 100.00 | 34,300    | 100.00 |  |  |  |  |  |  |  |